# Farbarjev turn
Farbarjev turn (tudi Litijski turn) je bil grad v centru Litije na Valvazorjevem trgu. Stavba danes nima več funkcije gradu. V pritličju je manjša trgovina, čevljarski studio in lokal, v nadstropju pa so stanovanja. Kljub temu še danes ostaja ena izmed pomembnejših zgradb v Litiji, poleg tega pa je najstarejša zgradba v mestu.

## Zgodovina
Poznavalci jo datirajo v 14. stoletje, prvi izpričani lastniki pa so Ortenburžani v 15. stoletju. Nekoliko kasneje v 15. stoletju so bili lastniki gradu tudi grofje Celjski. Leta 1583 je grad kupil Franc Wagen, ki je v istem času imel v lasti tudi bližnji, bolj znan grad Bogenšperk. Po menjavi še nekaterih lastnikov, je grad in celoten Valvazorjev trg leta 1636 doživel požar. Sledila je prenova gradu in njegov novi lastnik je bil Janez Adam Kirchberger. Za njim so bili nekaj časa lastniki avstrijski knezi Auersbergi. Po več hitrih menjavah lastnika pa je leta 1844 grad v last dobila Marija Jenko in njen mož, ki sta že pred tem prebivala v sosednji hiši. Od takrat naprej ima grad v lasti ta ista rodbina, funkcija pa se je z njo spremenila. Zakonca sta takrat v gradu uredila delavnice za barvanje platna in svile. Od takrat naprej Litijskemu gradu rečemo tudi Farbarjev turn. Leta 1852 je mesto v zgradbi dobila prva šola v Litiji, kasneje pa je prostore dobila tudi knjižnica. V bivšem gradu so živeli tudi skladatelj Peter Jereb in slikarka Mira Pregelj, danes pa je v lasti Mirinega nečaka, Mitje Preglja.

## Opis
Sama zgradba deluje zelo preposto in neopazno v nizu ostalih hiš na trgu. Danes ima dvobarvno fasado, zgornji dve nadstoprji sta bele barve, spodnji del pa je svetlo roza, kar je bilo dodano naknadno. Fasada je razdeljena na 3 dele - zunanja dva sta spredaj, srednji del pa je pomaknjen nekoliko bolj nazaj v notranjost. Naj bi šlo za prvotno dva stavbna kompleksa, verjetno stolpa, med njima pa je vezni del stavbe, v katrem je urejen hodnik, ki povezuje levo in denso stavbo med seboj v vseh treh etažah. Ta osrednji, povezovalni del ima za vhod oblikovana 2 banjasta loka. Strop je leseno krit. Od najvišjega nadstropja se lahko po stopnicah spustimo še do podstrešja. Višje kot je badstropje, manjša je banjasta odprtina za okno. Stavba je krita s klasično dvokapnico, ki jo krasijo trije izstopajoči deli, vsak z dvema oknoma. Ti balkončki rumene barve niso postavljeni simetrično glede na samo stavbo. Če pogledamo stranski, izstopajoči enoti vidimo, da tudi te dve nista enako široki. Levi kompleks meri približno 11,4 metrov v širino, desni pa približno 1 meter manj. Levi del ima 3 okenske osi, skrajno leva je bolj oddajlena od notranjih dveh. Na desni strani vidimo le 2 okenski osi in balkonček na skrajnem desnem robu v drugem nadstropju. Na fasadi desnega kompleksa je tudi sončna ura. Vsa okna tako v levem in desnem delu stavbe kot tudi v strešnih balkončkih nad vsakim izmed 3 kompleskov pravokotna. Pravokotne okenske odprtine so narejene tudi v pritličnem delu, vendar se ne skladajo z okenskimi osmi v nadstropju in verjetno tudi nimajo funkcije oken.